# موسیقی اولیه
موسیقی اولیه (انگلیسی: Early music) معمولاً شامل موسیقی قرون وسطی (۱۴۰۰–۵۰۰م) و موسیقی رنسانس (۱۶۰۰–۱۴۰۰م) است، اما همچنین می‌تواند شامل موسیقی باروک (۱۷۵۰–۱۶۰۰م) نیز باشد. موسیقی اولیه دورهٔ گسترده‌ای در تاریخ هنرِ موسیقی غربی است.

## شرح

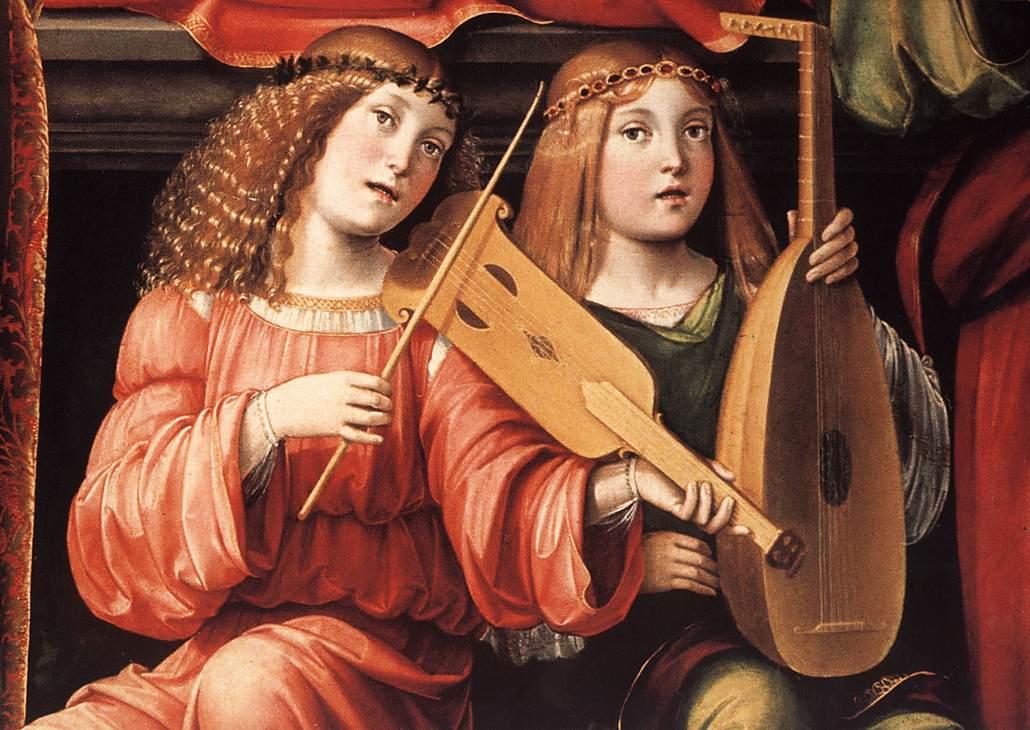
نقاشی سازهای ویول و لوت از دوره رنسانس اثر: فرانچسکو فرانچا

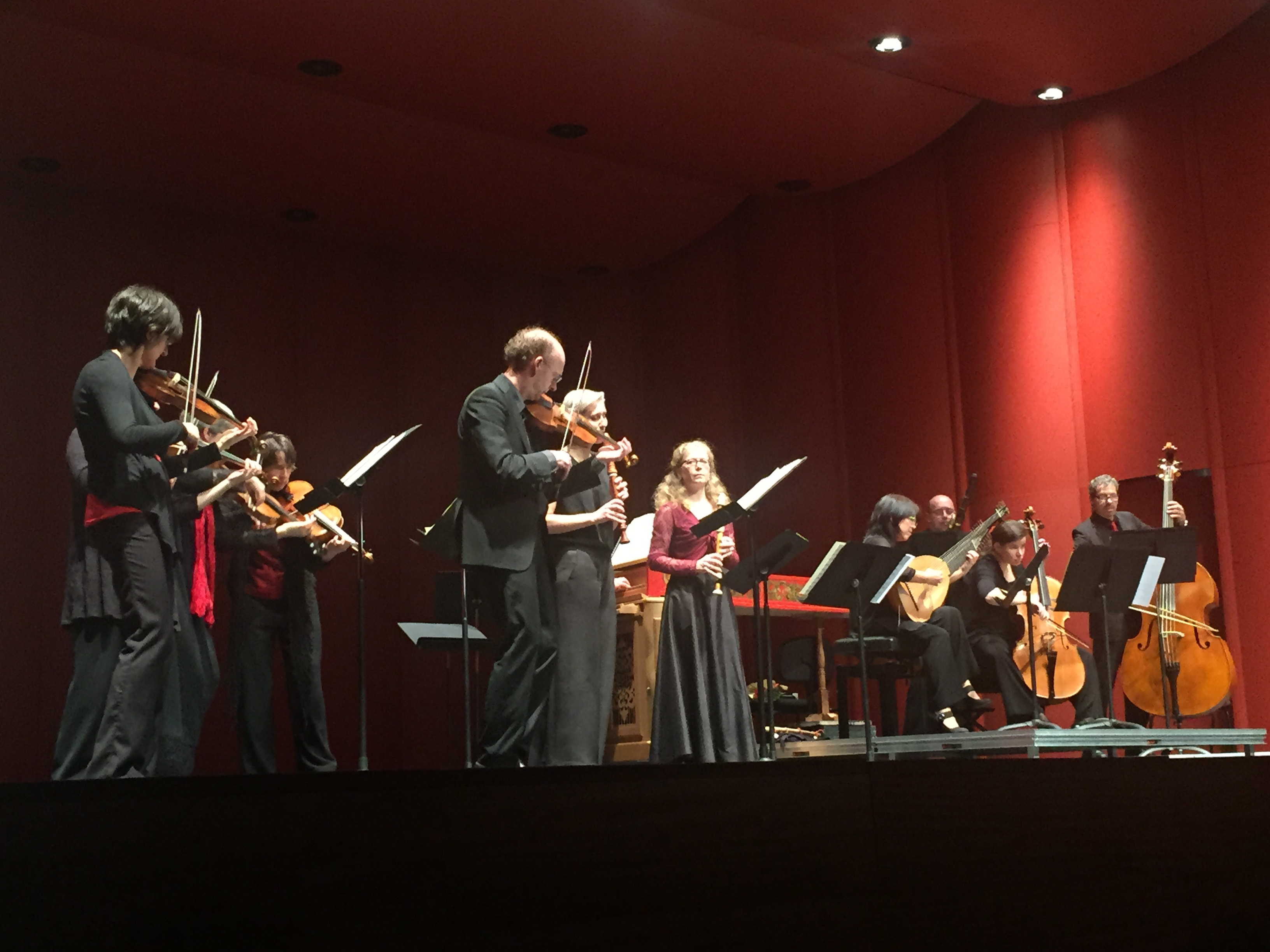
اجرای موسیقی اولیه از گروه «آکادمی موسیقی اولیه برلین»

تفسیرها دربارهٔ دامنهٔ تاریخی «موسیقی اولیه» متفاوت است. «آکادمی موسیقی باستان» که در سال ۱۷۲۶ شکل گرفت، موسیقی باستان را به‌عنوان آثاری که توسط آهنگسازانی نوشته شده‌است که تا قبل از پایان قرن شانزدهم زندگی می‌کردند، تعریف کرد. یوهانس برامس و معاصرانش این‌طور درک می‌کردند که موسیقی اولیه می‌تواند از دورۀ اوج رنسانس تا باروک متغیر باشد، این در حالی است که برخی از محققان معتقدند که موسیقی اولیه باید موسیقی یونان باستان یا موسیقی روم باستان را قبل از سال ۵۰۰ میلادی شامل شود (دوره‌ای با اصطلاح «موسیقی باستان» که عموماً نامشخص است).
منتقد موسیقی «مایکل کندی»، دوره باروک را نادیده می‌گیرد و موسیقی اولیه را به‌عنوان «آثار موسیقی از ابتدای زمان تا دوره رنسانس» تعریف می‌کند.
«توماس فارست کلی»، موسیقی‌شناس، معتقد است که ذاتِ موسیقی اولیه به فراموشی سپرده شده‌است و این اصطلاح با کشفِ مجدد آثار قدیمی احیا شده و به هم پیوسته‌است. به گفته «مرکز ملی موسیقی اولیه» در انگلستان، اصطلاحِ «موسیقی اولیه» به دورانی از موسیقی اروپایی اشاره دارد که بین سالهای ۱۲۵۰ تا ۱۷۵۰ نوشته شده‌است (قرون وسطی، رنسانس و باروک) و یک رویکرد تاریخی با آگاهی از اجرای آن موسیقی است.
امروزه درک «موسیقی اولیه» شامل این می‌شود که هر موسیقی که برای آن یک سبک و اجرای مناسب از نظر تاریخی دارد را باید بر اساس آثار به جای مانده مانند: پارتیتور، رساله‌ها، سازها و سایر شواهد معاصر، بازسازی کرد.

## احیا
در اواخر قرن بیستم، علاقهٔ خاصی به اجرای موسیقی از دوره‌های قرون وسطی و رنسانس برای شنوندگان مدرن وجود داشت و تعدادی از گروه‌های سازی و گروه‌های کر مختص اجرای برنامه «موسیقی اولیه» تشکیل شدند. گروه‌هایی مانند تلیس اسکالرز، «گروه موسیقی اولیه»، «گروه تاونر و نوازندگان» و پخش‌کننده‌ها که در اجرای موسیقی اولیه به مخاطبانِ مدرن از طریق اجرا و ضبط‌های مردمی تأثیرگذار بوده‌اند.
علاقه به احیای موسیقی اولیه باعث شده‌است که رویکردی علمی به اجرای موسیقی داده شود. از طریق تحقیقات آکادمیک موسیقی‌شناسی، رساله‌های موسیقی، نسخه‌های ویرایش‌شدهٔ پارتیتور و سایر شواهد تاریخی، اجراکنندگان تلاش می‌کنند تا به سبکِ اجرای دوره موسیقی از اثری که در ابتدا ساخته شده، وفادار باشند. علاوه بر این، افزایش استفاده از سازهای دوره اصلی یا ساخت مجدد سازها به‌عنوان بخشی از اجرای موسیقی اولیه، مانند احیای هارپسیکورد یا نوعی ویولا داگامبا افزایش یافته‌است.

## اجرا
تمرین «اجرای آگاهانه تاریخی» به استنباطِ سبک بستگی دارد. به گفته «مارگارت بنت»، نت‌نویسی رنسانس به همان اندازه وابسته به نت‌نویسی مدرن نیست و موارد دیگری نیز در تفسیرِ اجراکننده وجود دارد. نت‌نویسی و نمادِ رنسانس طبق استانداردهای ما تحت نسخه‌هایی است که تجویز نشده یا علامت‌های عرضی ممکن است نشانه گذاری نشده باشد، اما آنچه به نت‌نویسی مدرن بدون در نظر گرفتن ظواهر آن احتیاج دارد و می‌تواند کاملاً مشهود باشد، نظم در کنترپوان یک خواننده است.

## یادداشت
1. ↑  Academy of Ancient Music
2. ↑   Michael Kennedy
3. ↑   Thomas Forrest Kelly
4. ↑   National Centre for Early Music
5. ↑   Early Music Consort
6. ↑  Taverner Consort and Players
7. ↑  Margaret Bent